# Pobiedziska
Pobiedziska (in tedesco Pudewitz) è un comune urbano-rurale polacco del distretto di Poznań, nel voivodato della Grande Polonia.
Ricopre una superficie di 189,27 km² e nel 2010 contava 17 624 abitanti.